# Sinfonía n.º 66 (Haydn)

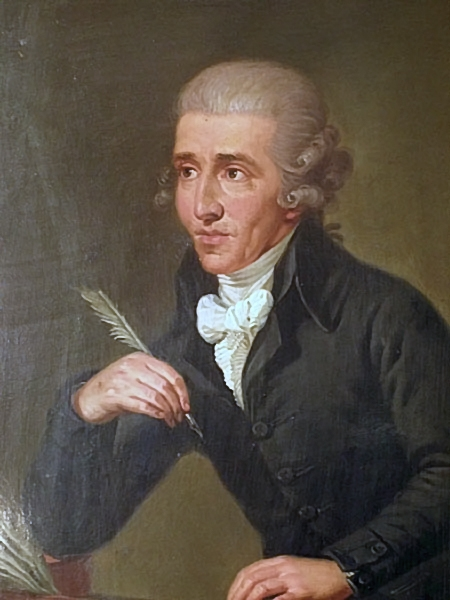
Haydn hacia 1770.

La Sinfonía n.º 66 en si bemol mayor, Hob. I:66 fue compuesta por Joseph Haydn en algún momento entre 1775 y 1776.

## Historia
La producción sinfónica del maestro austríaco puede dividirse a grandes rasgos en tres bloques temporales: el primer bloque (1757-1761) se corresponde con su periodo al servicio del conde Carl von Morzin (n.º 1 - n.º 5); el segundo bloque en la corte Esterházy (1761-1790 pero con la última sinfonía para el público de Esterházy en 1781); y el tercer bloque (1782-1795) comprende las Sinfonías de París (n.º 82 - n.º 87) y las Sinfonías de Londres (n.º 93 - n.º 104). El 1 de mayo de 1761 el compositor firmó su contrato como vice-kapellmeister (más tarde kapellmeister) de la familia Esterházy, que nominalmente duró 48 años, hasta su muerte.
La composición de esta pieza se desarrolló en algún momento entre 1775 y 1776. Aunque la relación entre Haydn y su mecenas, el príncipe Esterhazy, era afable incluso idílica, llegó un momento en que el compositor estuvo a punto de convertirse en la manzana de la discordia. El presagio del Romanticismo encarnado en la corriente Sturm und Drang provocó la desazón del príncipe, al igual que la de muchos miembros de la élite que, cuando menos, buscaban diversión en el arte musical. Así pues, el compositor retomó las riendas y a partir de la n.º 66 nos encontramos con una sucesión de sinfonías poco distinguidas en comparación.

## Instrumentación
La partitura está escrita para una orquesta formada por:
- Viento madera: 2 oboes y 2 fagotes.
- Viento metal: 2 trompas.
- Cuerda: una sección de cuerdas con 2 violines, viola, violonchelo y contrabajo.

En aquella época se solía emplear un fagot para amplificar la voz del bajo, incluso sin una notación separada. En cuanto a la participación del clavecín como bajo continuo en las sinfonías de Haydn existen diversas opiniones entre los estudiosos: James Webster se sitúa en contra; Hartmut Haenchen a favor; Jamie James en su artículo para The New York Times presenta diferentes posiciones por parte de Roy Goodman, Christopher Hogwood, H. C. Robbins Landon y James Webster. A partir de 2019 la mayor parte de las orquestas con instrumentos modernos no utiliza el clavecín como continuo. No obstante, existen grabaciones con clavecín en el bajo continuo realizadas por: Trevor Pinnock (Sturm und Drang Symphonies, Archiv, 1989-1990); Nikolaus Harnoncourt (n.º 6–8, Das Alte Werk, 1990); Sigiswald Kuijken (incluidas las Sinfonías de París y Londres; Virgin, 1988-1995); Roy Goodman (Ej. n.º 1-25, 70-78, 82-87; Hyperion, 2002).

## Estructura y análisis
La sinfonía consta de cuatro movimientos:
- I. Allegro con brio, en si bemol mayor 4
4
- II. Adagio, en fa mayor 3
4
- III. Menuet – Trio, en si bemol menor 3
4
- IV. Finale. Scherzando e presto, en si bemol mayor 2
4

La interpretación de esta obra dura aproximadamente entre 20 y 25 minutos. Para Wayne Reisig una década antes esta pieza sería de mayor categoría; de hecho, se ha especulado con que la ausencia de flautas sugiere una fecha anterior. H. C. Robbins Landon califica esta sinfonía de "insípida", lo que puede resultar un poco chocante. Al menos se aprecia una mayor actividad asignada a los vientos, sobre todo en la robusta escritura para las trompas.

### I.Allegro con brio
El primer movimiento, Allegro con brio, está escrito en la tonalidad de si bemol mayor, en compás de 4/4 y sigue la forma sonata. Se abre con una variante del comienzo de la obertura Hob.Ia:7, es decir, Finale 'B' de la Sinfonía n.º 53. Pero el parecido es sólo superficial ya que el movimiento pronto toma su propio camino. El estilo es "directo" en todo momento; como ocurre a menudo en Haydn, el contraste está integrado en el flujo de la música, en lugar de destacar por sí mismo. El segundo grupo continúa al principio fuerte y cuatripartito. El breve "segundo tema" no permite que decaiga la energía; y el único piano mantenido es la propia retransición, sobre un acorde inestable que cede a la dominante ortodoxa sólo en el último momento. Se trata de un movimiento bastante convencional e incluso utiliza un tema transpuesto de una obertura anterior. Un rasgo digno de mención es la mayor variedad de instrumentos que participan en el desarrollo. Burstein destaca el uso del acorde de VII♯ y la progresión de VII♯ → V en el movimiento inicial.

### II.Adagio
El segundo movimiento, Adagio, está en fa mayor y en compás de 3/4. El movimiento lento es asimismo un tema con variaciones de taller, aunque una serie de sombríos acordes grandilocuentes al cierre puede haber inducido a la aburrida élite en el público a prestar atención. El ritmo ternario de este Adagio evoca el de la Sinfonía n.º 61. A diferencia de éste, sus motivos son de aliento corto y aditivos más que hímnicos, que pronto se convierten en semicorcheas y después en tresillos de semicorcheas.

### III.Menuet– Trio
El tercer movimiento, Menuet – Trio, está en si bemol mayor y en compás de 3/4. El minueto se basa en un breve motivo con puntillo, sobre el que lo único que se puede pronosticar es que se desarrollará de manera imprevisible. El retorno al tema principal es otra característica broma del compositor. Destaca por su potencia poco común debido a la orquestación mejorada, que es prácticamente un scherzo ralentizado. El trío, por su parte, es más bien un marcapasos. Empieza en la tónica y genera apacibles sutilezas de armonía y fraseo.

### IV.Finale. Scherzando e presto
El cuarto y último movimiento, Finale. Scherzando e presto, retoma la tonalidad inicial y el compás es 2/4. El rondó es el primero de este volumen que suena como un rondó tardío de Haydn, con un tema principal que Tovey habría calificado de "gatito", elaborado a partir de frases de cinco compases. Pero el contrapunto se insinúa en su frase central e irrumpe de verdad en el primer episodio, que combina funciones de segundo tema y del desarrollo. Tras una repetición variada, el siguiente episodio pretende estar en el relativo menor, la submediante, pero pronto conduce a la subdominante y a un episodio aún más contrapuntístico. La siguiente repetición se prolonga mediante diversos dispositivos, que conducen finalmente a la declaración temática final. Es poco sutil, con sus estampidas en fortissimo, sus toscos martilleos y su risa de caballo final. Para Reisig resulta difícil afirmar aquí que el arte triunfa sobre el entretenimiento. Se trata de un rondó algo más largo de lo acostumbrado en la época y, al igual que el desarrollo del movimiento inicial, los vientos compiten con las cuerdas por el protagonismo en el proceso de desarrollo. Brown ha percibido como Haydn ha reelaborado material del primer movimiento de la sinfonía en otras composiciones, incluyendo una obertura en re y otras dos sinfonías.